# Reeves (Luisiana)
Reeves é uma vila localizada no estado americano de Luisiana, no Condado de Allen.

## Demografia
Segundo o censo americano de 2000, a sua população era de 209 habitantes.
Em 2006, foi estimada uma população de 212, um aumento de 3 (1.4%).

## Geografia
De acordo com o United States Census Bureau tem uma área de 6,2 km², dos quais 6,2 km² cobertos por terra e 0,0 km² cobertos por água. Reeves localiza-se a aproximadamente 24 m acima do nível do mar.

## Localidades na vizinhança
O diagrama seguinte representa as localidades num raio de 32 km ao redor de Reeves.